# Parc national de la rivière Mitchell (Australie-Occidentale)
Ne doit pas être confondu avec Parc national de la rivière Mitchell (Victoria).
Le parc national de la rivière Mitchell (en anglais : Mitchell River National Park) est un parc de la région de Kimberley en Australie-Occidentale, à 2 140 km au nord-est de Perth. Le parc jouxte la limite nord du parc national du Prince Régent (en). Les villes les plus proches sont Derby, à 350 km au sud-ouest, ainsi que Wyndham, 270 km au sud-est. Créé en 2000, le parc couvre une superficie de plus de 1 150 km2 sur le plateau Mitchell (Ngauwudu).
Les deux principales caractéristiques du parc sont les chutes Mitchell (une cascade sur la rivière Mitchell) et le réservoir Surveyors (ou Aunauyu). Il se trouve sur les terres traditionnelles des Wunambal, un peuple aborigène australien. Le parc est connu pour ses plantes distinctives telles qu'une espèce de palmier, il abrite plusieurs espèces importantes et menacées, notamment le wallaby des rochers connu sous le nom de monjon et l'amytis noir.
Un nouveau parc national de Kimberley, qui engloberait le parc national de la rivière Mitchell, le parc national du Prince Régent et le parc national de la rivière Lawley, était en planification vers 2015 par le gouvernement de Colin Barnett, lorsque les permis d'exploitation de la bauxite sur le plateau ont été résiliés, mais ces plans n'ont pas été réalisés.

## Histoire
La faune du plateau est restée inchangée depuis près de 50 000 ans.
Le peuple Wunambal a vécu dans la région pendant des milliers d'années, pratiquant leur culture fondée sur les Wondjina ainsi que tradition et la loi Wunggurr. Les Wunambal font partie d'un bloc culturel de peuples autochtones connu sous le nom de Worrorra.
Les explorateurs européens atteignent la région en 1821, dirigés par William Easton, qui nomme la rivière Mitchell d'après le Premier ministre de l'Australie occidentale, James Mitchell.
En 1965, une société minière appelée Amax Bauxite installe un campement sur le plateau.
Le parc est créé en 2000 sans le consentement des « propriétaires traditionnels » ou en suivant la procédure appropriée en vertu du Native Title Act 1993.

## Gestion et futur
En mai 2011, le titre ancestral est octroyé au peuple Wunambal Gaambera, représenté par la Wunambal Gaambera Aboriginal Corporation RNTBC. La première étape de l'aire protégée indigène d'Uunguu couvrant 343 700 hectares est créée à cette époque. En 2020 l'IAP couvre 759 806 hectares. Le WGAC travaille en partenariat avec Bush Heritage Australia, une organisation non gouvernementale œuvrant pour la préservation de l'environnement.
Le Parks and Wildlife Service d'Australie-Occidentale gère le parc conjointement avec les Wunambal Gaambera.
En mars 2015, le gouvernement de l'Australie occidentale convient d'une interdiction d'exploitation minière avec Rio Tinto et Alcoa Australie, ce qui permettrait la protection d'une superficie de 1 750 km2. Le gouvernement avait entamé des négociations avec les propriétaires traditionnels en vue de créer une zone protégée qui se trouverait à côté du parc marin de Great Kimberley, déjà prévu. Un nouvel immense parc national de Kimberley avait été planifié (engagement électoral de 2013) pour couvrir plus de 20 000 km2 et comprendrait le parc national du Prince Régent et le parc national de la rivière Lawley. Rio Tinto s'est engagé à verser 750 000 A$ pour la réhabilitation des terres. Cependant, en 2020 avec un changement de gouvernement en 2017, la création du parc est à l'arrêt,.

## Faune et flore
Le plateau Mitchell, selon The Pew Charitable Trusts, « est la seule partie de l'Australie continentale où aucune extinction d'espèces indigènes n'a eu lieu ».
Le parc est biologiquement important et contient plus de 50 espèces de mammifères, 220 oiseaux et 86 amphibiens et reptiles, y compris le crocodile marin, le serpent de la Mulga et le taipan.
Il y a des mangroves, des marécages, des zones boisées ainsi que des parcelles de forêt tropicale humide. Une espèce de palmier Livistona endémique du nord du Kimberley, Livistona eastonii localement connue sous le nom de darngarna, peut atteindre 18 mètres et certains ont jusqu'à 280 ans.
Le monjon (un petit wallaby de rochers) et le python à écailles dures vivent dans les zones de grès du plateau. D'autres espèces importantes comprennent le dugong, la tortue à dos plat, le chat marsupial du nord, l'opossum à queue écailleuse et le rat arboricole à dos d'or.
Le parc fait partie de la zone importante pour la conservation des oiseaux du Prince Régent et de la rivière Mitchell, identifiée comme telle par Birdlife International en raison de son importance pour des espèces d'oiseaux, en particulier celles restreintes aux habitats de savane tropicale. Il abrite une espèce quasi menacée, l'amytis noir, qui niche dans les crevasses de grès.

## Climat
Le parc national a un climat tropical de savane (Aw) avec des températures chaudes présentes toute l'année. La saison humide s'étend généralement de novembre à mars et est très pluvieuse.